# Das alte Karussell

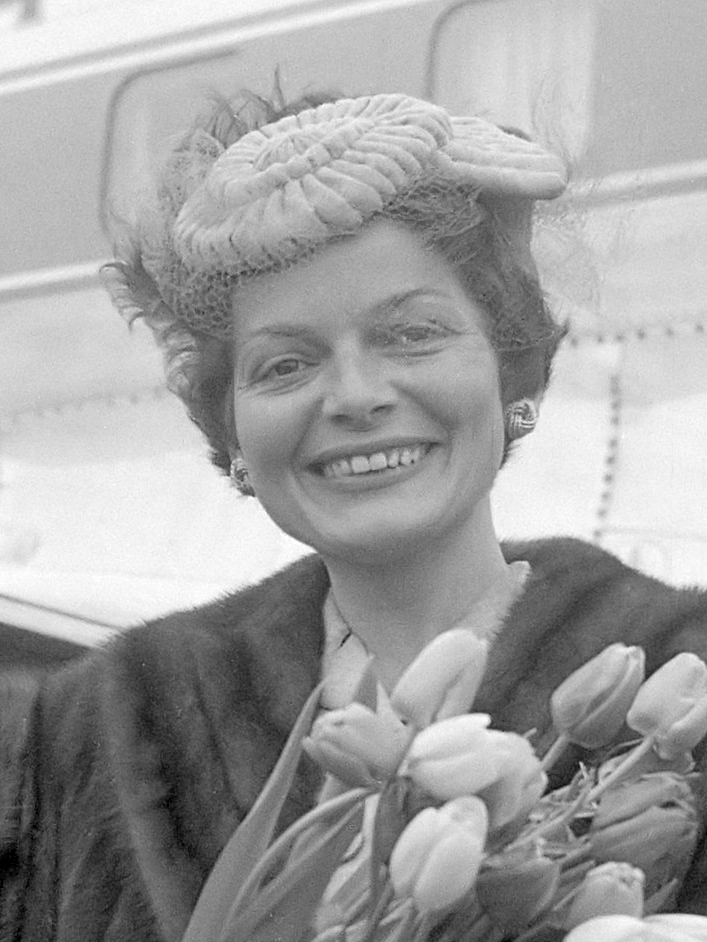
Lys Assia, intérprete de la canción, en 1957.

«Das alte Karussell» (pronunciación en alemán: /das ˈaltə ˌkaʁʊˈsɛl/; en español: «El carrusel viejo») es una canción escrita por George Betz-Stahl e interpretada en alemán por Lys Assia. Se lanzó como sencillo en 1956 mediante Decca Records. Fue elegida para representar a Suiza en el Festival de la Canción de Eurovisión de 1956 tras obtener el segundo puesto en una final nacional suiza.

## Festival de la Canción de Eurovisión 1956

### Selección
«Das alte Karussell» participó en una final nacional organizada por la emisora suiza Télévision suisse romande. Quedó en segundo lugar, por lo que cualificó para representar a Suiza en el Festival de la Canción de Eurovisión 1956 junto a «Refrains», la canción ganadora de la final.

### En el festival
La canción participó en el festival celebrado en el Teatro Kursaal de Lugano, Suiza, el 24 de mayo de 1956, siendo interpretada por la cantante suiza Lys Assia. La orquesta fue dirigida por Fernando Paggi.
Fue interpretada en segundo lugar, siguiendo a los Países Bajos con Jetty Paerl interpretando «De vogels van Holland» y precediendo a Bélgica con Fud Leclerc interpretando «Messieurs les noyés de la Seine». El resultado de las votaciones no fue revelado, por lo que se desconoce en qué puesto terminó la canción.

## Formatos y lista de canciones
| Sencillo en disco de vinilo 7" de 45 RPM «Das alte Karussell»/«Es wird nie mehr so schön (Remember Me, Wherever You Go)» de Decca Records ( Alemania) |                                                            |                             |          |  |
| N.º | Título                                                     | Escritor(es)                | Duración |  |
| 1. | «Das alte Karussell»                                       | George Betz-Stahl           |          |  |
| 2. | «Es wird nie mehr so schön (Remember Me, Wherever You Go)» | Fritz Rotter, Jessie Barnes |          |  |

## Historial de lanzamiento
| Región   | Fecha | Formato                                  | Discográfica  | Ref.        |
| -------- | ----- | ---------------------------------------- | ------------- | ----------- |
| Alemania | 1956  | Sencillo en disco de vinilo 7" de 45 RPM | Decca Records | [ 1 ] [ 7 ] |